# Referendumul din Transnistria, 2006

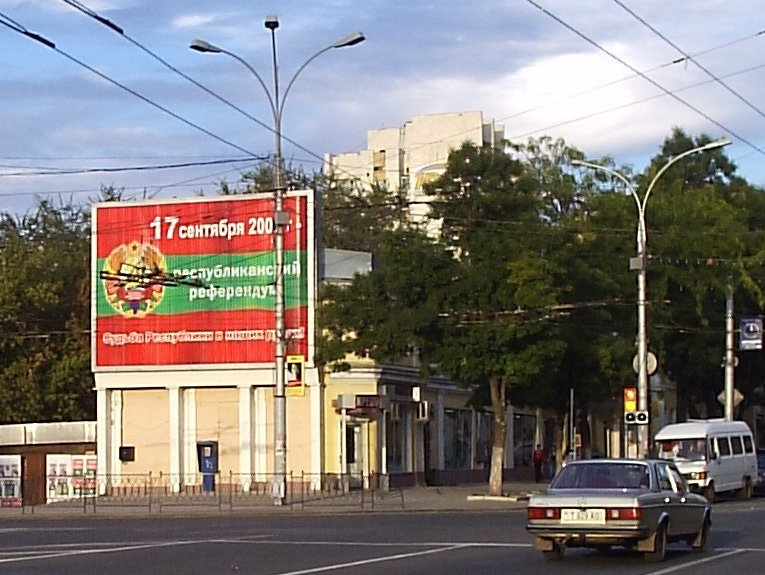
Poster ce anunță referendumul

Referendumul pentru independența Transnistriei a fost organizat pe 17 septembrie 2006. Alegătorii au fost întrebați dacă aprobă posibilitatea de a renunța la așa-zisa independență și a se integra cu Republica Moldova sau, alternativ, "independență" și o posibilă integrare în viitor în Federația Rusă.

## Rezultate

### Renunțare la independență și integrare potențială în viitor cu Republica Moldova
| Alegere                | Voturi  | %     |
| ---------------------- | ------- | ----- |
| Pentru                 | 10,308  | 3.39  |
| Împotrivă              | 294,253 | 96.61 |
| Voturi nevalide        | 5,608   | –     |
| Total                  | 310,169 | 100   |
| Alegători înregistrați | 394,861 | 78.55 |

### Independență și integrare potențială în viitor cu Rusia
| Alegere                | Voturi  | %     |
| ---------------------- | ------- | ----- |
| Pentru                 | 301,332 | 98.07 |
| Împotrivă              | 5,905   | 1.93  |
| Voturi nevalide        | 2,932   | –     |
| Total                  | 310,169 | 100   |
| Alegători înregistrați | 394,861 | 78.55 |

Din totalul de 394,861 de alegători înregistrați, rata de participare la vot a fost de 78,6%, în mod substanțial mai mult de 50%, limita legală pentru a valida referendumul.

## Reacții
Organizații internaționale, precum Organizația pentru Uniunea Europeană, OSCE, GUAM, precum și alte câteva țări (Bulgaria, România, Ucraina, Turcia, Croația, Muntenegru, Macedonia, Serbia, Albania, Bosnia și Herțegovina, Islanda, Norvegia și altele) nu au recunoscut "referendumul". Autoritățile Republicii Moldova, evident, nu au recunoscut referendumul.